# Општина Апатин
Општина Апатин се налази у оквиру АП Војводине, на крајњем западу, односно на подручју западне Бачке и налази се на 45° 40' северне географске ширине и 18° 59' источне географске дужине. На основу величине своје територије (333 km²) може се сврстати у групу средње великих покрајинских општина. Према подацима са последњег пописа 2022. године у општини је живело 23.155 становника (према попису из 2011. било је 28.929 становника).
Изузетно повољан географски положај, позиционираност непосредно уз леву обалу велике међународне реке Дунав (тзв. „плава европска магистрала"), представља додатни потенцијал општине. Поред ове природне, западне границе, општина Апатин се на северу и североистоку граничи са територијом општине Сомбор, a на југу и југоистоку са општином Оџаци. Уз град Апатин који представља административни, привредни, просветни и културни центар, на подручју апатинске општине се налази још 4 насеља сеоског карактера: Свилојево, Купусина, Пригревица и Сонта.

## Природне одлике
Град Апатин, као и целокупна територија општине, лежи на северном делу реке Дунав, на његовом протоку кроз Србију. На подручје општине улази на 1409,5 km од извора, a напушта га на 1367 km, тако да укупна дужина његове „апатинске“ деонице износи 42 km. Дунав на овом сектору има незнатан пад, који од државне границе до ушћа реке Драве износи 5,71 cm/km (брзина протока Дунава код Апатина је 1,5-2,0 m/s). Због ових околности, река северно и јужно од Апатина тече веома споро, a при високом водостају склона је да мења корито, тако да је карактеришу бројни, веома развијени меандри, и активни и напуштени. Регулацијом Дунава и подизањем читавог система одбрамбених земљаних насипа, одвојени су од главног речног тока многобројни меандри и створене мртваје.
Веће мртваје северно и јужно од Апатина су око Блажевца, Великог и Малог Казука, Кучке, Ментеша, Петреша, Зверињака, Сребренице, Голића, Порића, Мариног пруда... Најчешћи називи за ове некад активне токове, a данас затворене површине су Стари Дунав (или Дунавац), Тихи Дунав, Мртви Дунав и сл.
Максималан водостај Дунава код Апатина регистрован је 25. јунa 1965. године и износио је 825 cm, док је минимални водостај од -118 cm, забележен 7. јануарa 1909. године. Висина водомера код Апатина износи 78,81 m надморске висине. Просечна ширина Дунава на апатинском сектору износи 750 m (при водостају од 4,50 m), са просечном дубином од 15 m (минимална дубина је констатована у Старом зимовнику -2,20 m, док је максимална измерена код Рибарске централе -32 m). Температурне вредности воде се крећу од минималних 0 ° (у периоду јануар-март) до максималних 25,6 ° (током јулa месеца).

## Насељена места
Општину Апатин чине 5 насеља:
- Апатин
- Купусина
- Пригревица
- Свилојево
- Сонта

## Етничка структура
На територији општине живе 24 националне групе.
| Етнички састав према попису из 2011.‍ | Етнички састав према попису из 2011.‍ | Етнички састав према попису из 2011.‍ | Етнички састав према попису из 2011.‍ | Етнички састав према попису из 2011.‍ |
| ------------------------------------ | ------------------------------------ | ------------------------------------ | ------------------------------------ | ------------------------------------ |
|                                      |                                      |                                      |                                      |                                      |
| Срби                                 | Срби                                 |                                      | 18.164                               | 62,79%                               |
| Мађари                               | Мађари                               |                                      | 3.102                                | 10,72%                               |
| Хрвати                               | Хрвати                               |                                      | 3.015                                | 10,42%                               |
| Румуни                               | Румуни                               |                                      | 1.148                                | 3,97%                                |
| Роми                                 | Роми                                 |                                      | 654                                  | 2,26%                                |
| остали                               | остали                               |                                      | 2.437                                | 8,42%                                |
| неизјашњено                          | неизјашњено                          |                                      | 1.557                                | 5,38%                                |
| укупно: 28.929                       |                                      |                                      |                                      |                                      |

Остали народи су Црногорци, Македонци, Муслимани, Албанци, Немци, Словаци и други.
Апатин, Пригревица и Свилојево имају већинско српско становништво, Сонта хрватско, а Купусина мађарско.
У општини се налазе две православне цркве: Храм Сабор Светих апостола у Апатину и Храм Светог Георгија у Сонти. Православна црква у Свилојеву и Пригревици је у изградњи.